# Czuriłowo
Czuriłowo (bułg. Чурилово) – wieś w Bułgarii, w obwodzie Błagojewgrad, w gminie Petricz. Według danych szacunkowych Ujednoliconego Systemu Ewidencji Ludności oraz Usług Administracyjnych dla Ludności, 15 czerwca 2020 roku miejscowość liczyła 34 mieszkańców. Na obrzeżach wsi znajduje się Monaster Czuriłowski.

## Osoby związane z miejscowością

### Urodzeni
- Andon Georgiew Popow (?–1922) – bułgarski członek WMORO
- Wangeł Markow – bułgarski ochotnik kompanii niebojowej Trzeciej Sołuńskiej Drużyny[2]